# Francisco Miras Muñoz
Francisco (de) Miras Muñoz (Lorca, ¿? - ¿Murcia?, ¿1767?) fue un compositor y maestro de capilla español.

## Vida
Su origen no es seguro, pero parece que era originario de Lorca, en la región de Murcia. Es posible que se formara musicalmente en la colegiata local de San Patricio, pero se sabe que fue discípulo de Pedro Muñoz Monserrate, organista primero de la Catedral de Murcia.
Las primeras noticias que se tienen de él son de su interés por las oposiciones para el magisterio de la Colegiata de San Patricio de Lorca, planeadas para el 10 de mayo de 1720. El maestro Juan Pérez de los Cobos había dejado vacante el cargo, que pretendieron, además de Miras, Manuel Comeres y Diego Jordán. Las oposiciones no llegaron a celebrarse, ya que intervino el obispo, Luis Antonio de Belluga y Moncada, que nombró a Comeres por ser el único candidato sacerdote.
Comeres se desplazó a Alicante en 1723, para ocupar el magisterio de la Colegiata de San Nicolás. Miras ocupó la vacante dejada en Lorca inicialmente de forma interina y el 23 de julio de 1723 fue nombrado oficialmente por el cabildo para el cargo, por su «satisfacción en el cumplimiento de sus obligaciones y habilidades». Era el primer magisterio de Miras y se le aceptó con la condición de que se ordenase sacerdote.
Parece que no llegó a ordenarse, ya que en 1725 consiguió una dispensa del nuevo obispo Tomás José Ruiz Montes. En consecuencia, el año siguiente, se le redujo el salario en 40 ducados: por no ser sacerdote y por «su poca aplicación en la enseñanza de los infantillos». El conflicto continuó en los siguientes años y en 1730 el maestro elevó un memorial de agravios, ya que había un pretendiente para la enseñanza de los infantes del coro. El cabildo no solo le reprochó que, efectivamente, descuidaba a los infantes, sino que no componía obras nuevas para las fiestas de guardar.
En 1729 solicitó al cabildo lorquino permiso para desplazarse a Granada, donde se interesó por el magisterio de la Capilla Real. Parece que José de la Torre, bajonista, estaba supliendo al maestro en la composición y para el corpus de 1731 compuso una ópera y un villancico. El cabildo decidió entregarle la ayuda de costa del salario «que debía haber llevado cada año don Francisco de Miras, el que fue electro por su Majestad para sustituir a don Alonso Blas.»
Regresó a Lorca, pero solo permanecería dos años más. El 20 de septiembre de 1731 partió a Murcia, donde había conseguido el cargo de segundo maestro de capilla de la Catedral. Poco después tomó posesión del cargo de primer maestro de capilla, donde está documentado en 1731, 1732, 1747 y 1752. En 1758 fue nombrado director del Colegio de San Leandro, su primer director tras la inauguración del colegio, donde además enseñó Contrapunto, Canto llano y Canto de órgano. Fue alumno suyo Tomás Ochando, posteriormente maestro de capilla del Colegio Imperial de Madrid.
Miras también fue arcediano de la Catedral de Cuenca. Se retiró en 1756 y parece que vivió hasta 1767, aunque se conserva un salmo suyo fechado en 1783. Tuvo un pleito con el cabildo debido a la donación de una casa, «como premio a su talento y a sus muchos y buenos servicios», de lo que parece que se arrepintieron los canónigos. El periódico El Eco afirma que el pleito fue «causa de su muerte». Le sucedería en el cargo en Murcia Ángel Miras Esrich, su sobrino.

## Obra
En la Catedral de Murcia se conserva una lamentación, dos motetes y tres salmos de Miras. Entre ellas destaca el Tota Pulchra, para gran orquesta, estrenada en Murcia en 1740.